# Konferencja w Ilulissat
Konferencja w Ilulissat – konferencja, jaka odbyła się w dniach 28–29 maja 2008 r. w Ilulissat na Grenlandii, dotycząca podziału Arktyki. Na konferencji nie zapadły ostateczne decyzje, ale zostało osiągnięte porozumienie co do sprawy.
Przedstawiciele 5 państw konkurujących o prawa do arktycznego dna morskiego ustalili na tej konferencji, że wszystkie sprawy terytorialne dotyczące Arktyki będą rozwiązywane uwzględniając regulacje ONZ. Ministrowie spraw zagranicznych Danii, Norwegii i Rosji, zastępca sekretarza stanu USA i kanadyjski minister zasobów naturalnych przez dwa dni obradowali nad kwestią dna morskiego, które może skrywać nawet do 25% niewykorzystanych dotąd światowych zasobów ropy naftowej i gazu ziemnego.
Projekt wydobycia arktycznej ropy krytykują ekolodzy, którzy przestrzegają przed katastrofą środowiskową.